# Ganzschrift (Schule)
Eine Ganzschrift ist in der Schule ein in sich geschlossenes literarisches Werk. Sie soll im Gegensatz zum Lesebuch eine kindgerechte Lektüre im Zusammenhang vermitteln. Schüler sollen hierbei lernen, auf Informationen in anderen Kapiteln als Bezug zurückzugreifen und so den Inhalt zu verstehen. Im Weiteren kann daraus die Aufgabe erwachsen, die Geschichte zu komplettieren, wenn sie sich in die Handlung hineinversetzen und der offen endenden Handlung einen weiteren Verlauf zuweisen.